# Прашкявичюс, Виргиниюс
Виргиниюс Прашкявичюс (лит. Virginijus Praškevičius; род. 4 марта 1974, Каунас, Литовская ССР) — литовский баскетболист, форвард. Чемпион Европы среди юношей в возрасте до 22 лет (1996) и чемпион Европы среди взрослых (2003) в составе сборной Литвы, обладатель Еврокубка ФИБА (1997/1998) в составе клуба «Жальгирис».

## Спортивная карьера
Игровую карьеру начал с резервными командами «Жальгириса». В 20 лет дебютировал в высшей профессиональной баскетбольной лиге Литвы с клубом «Лавера», сразу же став одним из лидеров лиги по подборам. По итогам сезона 1994/95 завоевал с «Лаверой» бронзовые медали национального первенства, пропустив вперёд только «Жальгирис» и «Атлетас». Молодой форвард привлёк внимание главного тренера «Атлетаса» и сборной Литвы Владаса Гарастаса, который организовал его переход из «Лаверы» в свой клуб. С «Атлетасом» по ходу сезона 1995/96 Прашкявичюс четырежды обыграл действующих чемпионов «Жальгирис». В финальной серии плей-офф против «Жальгириса» команда Гарастаса повела 2:0, но из-за травм проиграла трижды подряд, уступив титул.
Гарастас также включил Прашкявичюса в состав национальной сборной на один из матчей отборочного цикла чемпионата Европы 1995 года. В дебютной игре в составе сборной в ноябре 1994 года тот набрал 12 очков и сделал 4 подбора за 15 минут игрового времени против сборной Латвии. Летом 1996 года в Стамбуле Прашкявичюс завоевал золотую медаль чемпионата Европы среди юношей в возрасте до 22 лет, а затем был включён Гарастасом в окончательный состав сборной Литвы на Олимпийские игры в Атланте. Форвард прибыл в США, но из-за конфликта с другими игроками сборной в Олимпиаде в итоге не участвовал; на пресс-конференции Гарастас объяснял, что из-за легкомысленного отношения Прашкявичюса к тренировкам Арвидас Сабонис и Римас Куртинайтис заявили, что не собираются завоёвывать для него медаль. Таким образом, литовская сборная в Атланте насчитывала только 11 человек, но, как и за 4 года до этого в Барселоне, стала бронзовым призёром.
Сразу же после разрыва со сборной Прашкявичюс получил предложение участвовать в летней лиге НБА и по итогам выступлений в ней подписал контракт с клубом «Миннесота Тимбервулвз», став четвёртым игроком в истории Литвы с контрактом в НБА (и первым, попавшим туда, минуя драфт). Однако в середине серии предсезонных матчей литовец получил травму, растянув мышцы ноги. На восстановление ушло полтора месяца, и после начала сезона Прашкявичюс, изначально рассматривавшийся как 11—12-й игрок основного состава «Миннесоты», уже не смог в него вернуться, уступив место Сэму Митчеллу. «Тимбервулвз» отправили литовца в клуб «Ла-Кросс Бобкэтс», выступавший в КБА; там он провёл за остаток сезона 13 игр, в одной из которых набрал 22 очка.
Вернувшись в Европу, в сезоне 1997/98 возобновил выступления за «Атлетас» в литовской лиге. Одновременно «Жальгирис», игравший в Еврокубке и боровшийся за право по итогам сезона выступать в Евролиге, договорился, что на европейской арене Прашкявичюс будет выступать в его составе. Вместе с «Жальгирисом» он стал обладателем Еврокубка, в том числе принеся команде 12 очков и сделав 13 подборов в одном из полуфинальных матчей против саратовского «Автодора».
После 1998 года выступал в ряде клубов, представлявших Турцию, Бельгию, Израиль, Италию, Испанию и Китай. Продолжал также играть в составе сборной Литвы, в 2003 году выиграв с нею чемпионат Европы (по итогам турнира произведён в офицеры ордена «За заслуги перед Литвой»). Завершил игровую карьеру в литовском клубе «Ювентус» из Утены, с которым подписал контракт в феврале 2010 года и дошёл до серии игр за бронзовые медали чемпионата страны. В этой серии «Ювентус» проиграл «Шяуляю». Свою последнюю игру Прашкявичюс провёл 12 мая 2010 года.
Проживает в Вильнюсе с женой Живиле и дочерью Евой, увлекается верховой ездой. Во второй половине 2010-х годов поступил в Литовский спортивный университет; по ходу учёбы, в 2018 году, занимал должность помощника главного тренера в клубе литовской лиги «Эжерунас» (Молетай).

## Статистика выступлений

### Европейские клубные турниры
| Сезон | Команда             | Лига              | GP | GS | MPG  | FG%  | 3P%  | FT%  | RPG | APG | SPG | BPG | PFL | TOV | PPG  |
| --- | ------------------- | ----------------- | -- | -- | ---- | ---- | ---- | ---- | --- | --- | --- | --- | --- | --- | ---- |
| 1994/95 | Лавера              | Кубок Корача      | 4  |    | 35,5 | 60,3 | 0,0  | 83,3 | 7,0 | 2,6 | 0,8 | 0,0 | 3,0 | 3,0 | 21,5 |
| 1995/96 | Атлетас             | Кубок Корача      | 2  |    | 34,5 | 38,9 | -    | 85,7 | 7,5 | 1,0 | 1,5 | 0,0 | 3,5 | 2,5 | 10,0 |
| 1997/98 | Жальгирис           | Еврокубок         | 9  |    | 22,4 | 42,1 | 0,0  | 69,6 | 4,9 | 1,6 | 0,9 | 0,0 | 2,0 | 0,8 | 7,1  |
| 1998/99 | Бешикташ            | Кубок Корача      | 11 |    | 27,6 | 62,6 | 63,6 | 68,6 | 5,7 | 0,9 | 1,2 | 0,0 | 2,9 | 1,7 | 13,4 |
| 1999/2000 | Бешикташ            | Кубок Корача      | 8  |    | 35,6 | 43,5 | 24,1 | 57,1 | 6,3 | 0,9 | 1,1 | 0,1 | 2,0 | 2,0 | 11,1 |
| 2000/01 | Остенде             | Супролига ФИБА    | 20 |    | 33,4 | 49,3 | 38,2 | 65,3 | 8,9 | 1,1 | 1,1 | 0,6 | 2,6 | 1,1 | 14,1 |
| 2001/02 | Остенде             | Евролига          | 14 | 14 | 29,6 | 49,3 | 32,5 | 72,1 | 6,1 | 1,1 | 0,9 | 0,5 | 4,4 | 2,5 | 15,9 |
| 2002/03 | Улкер               | Евролига          | 20 | 19 | 28,6 | 49,0 | 44,9 | 62,5 | 4,6 | 1,6 | 0,9 | 0,2 | 2,4 | 1,6 | 10,4 |
| 2003/04 | Хапоэль (Тель-Авив) | Евролига ФИБА     | 20 |    | 32,6 | 50,0 | 37,8 | 81,4 | 6,0 | 1,9 | 0,9 | 0,6 | 2,4 | 1,4 | 12,7 |
| 2004/05 | Улкер               | Евролига          | 22 | 5  | 17,3 | 48,4 | 40,3 | 58,3 | 3,1 | 0,6 | 0,6 | 0,0 | 2,1 | 0,5 | 5,4  |
| 2008/09 | Шяуляй              | Кубок вызова ФИБА | 8  |    | 26,9 | 36,6 | 28,1 | 76,0 | 6,0 | 1,8 | 0,9 | 0,4 | 2,8 | 1,6 | 10,0 |
| Наведите курсор мыши на аббревиатуры в заголовке таблицы, чтобы прочесть их расшифровку Статистика приведена с сайта basketball.realgm.com |                     |                   |    |    |      |      |      |      |     |     |     |     |     |     |      |

### Сборная Литвы
| ЧЕ 1997 | 7 | 16.9 | 21/40 | 52.5 | 21/39 | 53.8 | 0/1 | 0.0  | 11/19 | 57.9 | 0.3 | 2.1 | 2.4 | 0.6 | 1.4 | 1.0 | 0.0 | 3.0 | 53 | 7.6 |
| ЧМ 1998 | 8 | 12.5 | 12/28 | 42.9 | 12/28 | 42.9 | 0/0 | -    | 16/21 | 76.2 | 1.9 | 2.0 | 3.9 | 0.3 | 1.4 | 0.5 | 0.0 | 1.4 | 40 | 5.0 |
| ЧЕ 1999 | 4 | 15.3 | 10/19 | 52.6 | 9/17  | 52.9 | 1/2 | 50.0 | 10/14 | 71.4 | 1.3 | 1.0 | 2.3 | 1.0 | 1.0 | 0.8 | 0.0 | 1.8 | 31 | 7.8 |
| ЧЕ 2003 | 4 | 8.3  | 3/11  | 27.3 | 3/10  | 30.0 | 0/1 | 0.0  | 3/14  | 50.0 | 1.3 | 1.0 | 2.3 | 0.8 | 0.8 | 0.0 | 0.3 | 0.5 | 8  | 2.0 |
| Наведите курсор мыши на аббревиатуры в заголовке таблицы, чтобы прочесть их расшифровку. Данные на 8 августа 2022. |   |      |       |      |       |      |     |      |       |      |     |     |     |     |     |     |     |     |    |     |